# Гленвуд (город, Миннесота)
Гленвуд (англ. Glenwood) — город в округе Поп, штат Миннесота, США. На площади 14,4 км² (14,4 км² — суша, водоёмов нет), согласно переписи 2002 года, проживают 2594 человека. Плотность населения составляет 179,9 чел./км².
- Телефонный код города — 320
- Почтовый индекс — 56334
- FIPS-код города — 27-24074[1]
- GNIS-идентификатор — 0644185[2]